# (18314) 1981 EX27
A (18314) 1981 EX27 a Naprendszer kisbolygóövében található aszteroida. Schelte J. Bus fedezte fel 1981. március 2-án.